# People Are People (àlbum)
People are People és una recopilació del grup anglès de pop electrònic Depeche Mode, apareguda el 2 de juliol de 1984 i publicada pel segell estatunidenc Sire Records.
Després de l'èxit que el senzill "People are people" va tenir tant a Europa com als Estats Units, Sire Records decidí d'aprofitar l'ocasió per editar una recopilació amb temes seleccionats d'entre el material més recent de Depeche Mode, per preparar el llançament del següent disc del grup, Some Great Reward.
Les cançons que s'hi inclouen estan extretes dels discos A Broken Frame i Construction Time Again (curiosament, Speak & Spell en va quedar exclòs), juntament amb dues cares B, "Now, this is fun" (del senzill "See you") i "Work hard", d'"Everything counts", que aquí apareix en versió Maxi-single. Cal destacar que les versions dels temes "Love, in itself" i "Pipeline" són lleugerament modificades respecte de les incloses al disc Construction Time Again, ja que en el disc les tres primeres cançons -és a dir, aquestes dues i "More than a party"- estan fusionades, mentre que aquí s'ofereixen de manera "independent".

## Llista de cançons
Totes les cançons foren escrites i compostes per Martin Gore excepte les indicades. 
| Núm.          | Títol                                        | Composició                | Durada |
| ------------- | -------------------------------------------- | ------------------------- | ------ |
| 1.            | «People Are People» (Versió senzill)         |                           | 3:45   |
| 2.            | «Now, This Is Fun»                           |                           | 3:23   |
| 3.            | «Love, in Itself» (Versió senzill)           |                           | 4:21   |
| 4.            | «Work Hard» (Versió senzill)                 | Martin Gore i Alan Wilder | 4:22   |
| 5.            | «Told You So»                                |                           | 4:27   |
| 6.            | «Get the Balance Right!» (Versió senzill)    |                           | 3:13   |
| 7.            | «Leave in Silence» (Versió senzill britànic) |                           | 4:00   |
| 8.            | «Pipeline»                                   |                           | 6:10   |
| 9.            | «Everything Counts (In Larger Amounts)»      |                           | 7:20   |
| Durada total: | Durada total:                                | Durada total:             | 43:01  |

## Dades
- Depeche Mode: David Gahan, Martin Gore, Andrew Fletcher, Alan Wilder.
- Temes escrits per Martin L. Gore excepte "Work Hard" (M.L.Gore/A.C.Wilder)
- Temes cantats per David Gahan excepte "Pipeline" (cantat per Martin Gore) i "People are People", cantada a duet entre tots dos.